# Мјерошов
Мјерошов (пољ. Mieroszów) град је у Пољској у Војводству доњошлеском. По подацима из 2012. године број становника у месту је био 4328.

## Становништво
| 2012. |
| ----- |
| 4.328 |